# Janetschekia
Janetschekia là một chi nhện trong họ Linyphiidae.